# Péter Lipcsei
Péter Lipcsei (* 28. März 1972 in Kazincbarcika) ist ein ehemaliger ungarischer Fußballspieler.

## Sportlicher Werdegang
Lipcsei wechselte 1990 als Teenager zu Ferencváros Budapest, wo er 1991 mit dem ungarischen Pokal – Nacer Bouiche erzielte beim 1:0-Finalsieg über Váci Izzó MTE den goldenen Treffer – seinen ersten Titel gewann und auch schnell zum ungarischen Nationalspieler avancierte. 1992 und 1995 gewann der Mittelfeldspieler mit dem Klub den Meistertitel in der Nemzeti Bajnokság, 1993 bis 1995 zudem dreimal in Folge erneut den Landespokal. Hatte er mit sechs Treffern als Torschützenkönig im Europapokal der Pokalsieger 1991/92, bei dem er mit dem Klub bereits in der zweiten Runde am späteren Titelträger Werder Bremen gescheitert war, erstmals international auf sich aufmerksam gemacht, so folgte im Sommer 1995 der Transfer ins Ausland.
Beim FC Porto stand Lipcsei drei Jahre unter Vertrag, kam jedoch nur unregelmäßig zum Einsatz. So gewann er zwar in der Spielzeit 1995/96 den Meistertitel in der Primeira Divisão, die folgenden Spielzeiten verbrachte er jedoch als Leihspieler beim SC Espinho respektive Ferencváros Budapest. Im Januar 1999 wechselte er zum SV Austria Salzburg in die Bundesliga, kam aber in zwei Saisons auch hier nicht über den Status eines Ergänzungsspielers hinaus.
2000 kehrte Lipcsei zu Ferencváros Budapest zurück und gewann in der Spielzeit 2000/01 erneut den Meistertitel. 2003 gewann er an der Seite des Doppeltorschützen Attila Tököli, Torwart und Eigentorschützen Lajos Szűcs, Zoltán Gera, József Keller und Attila Dragóner durch einen 2:1-Erfolg über Debreceni Vasutas SC erneut den Pokal, ehe im folgenden Jahr der Doublegewinn gelang. Das letzte von 58 Länderspielen bestritt er im Februar 2005 gegen Wales. 2006 wurde der Klub zum Zwangsabstieg verurteilt, dennoch blieb Lipcsei dem Klub treu und schaffte mit ihm 2009 den Wiederaufstieg in die höchste Spielklasse Ungarns. 2010 beendete er dort seine aktive Laufbahn.
Nach dem Karriereende blieb Lipcsei bei Ferencváros Budapest, wo er sieben Jahre als Trainer für die Reservemannschaft und in der Jugendarbeit tätig war. Im Sommer 2017 übernahm er den Trainerposten beim Soroksár SC. Dort spielte sein 1998 geborener Sohn Krisztián Lipcsei zeitweise unter ihm in der zweitklassigen Nemzeti Bajnokság II.

## Ehrung

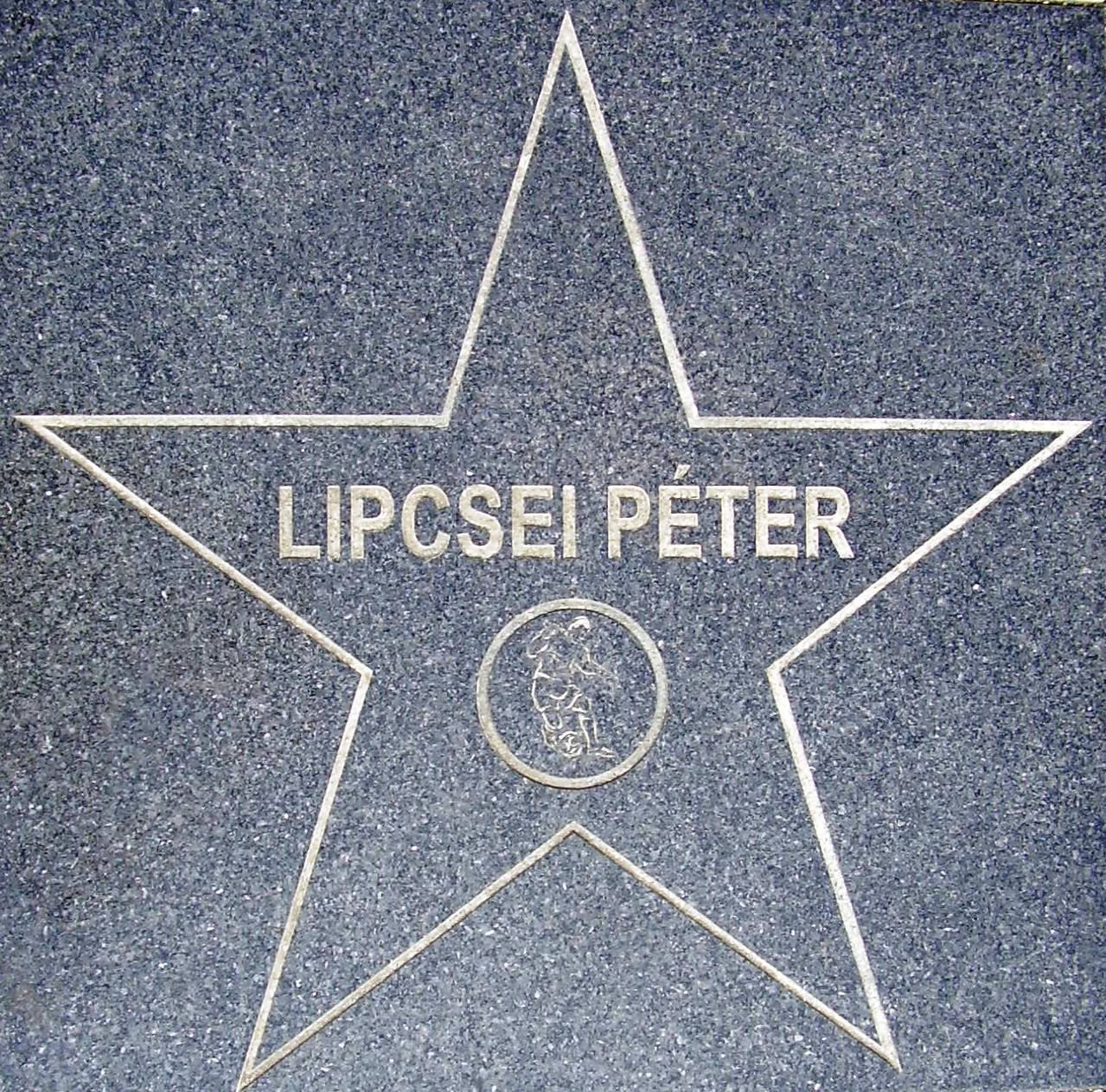
Der Stern

Der Kapitän der Ferencváros-Mannschaft erhielt am 24. August 2006 um 14:00 Uhr in seiner Heimatstadt Kazincbarciká einen Marmorstern – nach Hollywood-Vorbild.